# Configuration Interaction
Configuration Interaction (CI) bezeichnet eine Methode aus der Quantenchemie. Sie kann die Interaktion zwischen korrelierten Teilchen, z. B. Elektronen in einem Molekül, besser beschreiben als die Hartree-Fock-Methode und gehört damit zu den Post-Hartree-Fock-Methoden. Sie baut dazu die verwendete Wellenfunktion aus mehr als einer Elektronenkonfiguration auf, in Form einer Linearkombination von Slater-Determinanten. Varianten von CI beziehen sich auf die Menge und Art der zusätzlich betrachteten Konfigurationen. So verwendet z. B. Full-CI alle verfügbaren angeregten Zustände und ist damit für fast alle realen Systeme zu aufwändig zu berechnen, während CISD nur einfach und doppelt (CI, singles, doubles) angeregte Zustände einbezieht. Dabei gilt bei allen Varianten außer Full-CI, dass sich die Energie nicht verdoppelt, wenn das System verdoppelt wird – CI ist damit im Allgemeinen nicht größenkonsistent.

## Basisentwicklung, Slater-Determinanten
Die zeitunabhängige Schrödingergleichung
{\displaystyle {\hat {H}}|\Psi \rangle =E|\Psi \rangle }
(bzw. ihrer relativistischen Verallgemeinerungen), die besonders in der Quantenchemie verwendet wird, stellt eine Operatorengleichung für abstrakte Vektoren in einem Hilbertraum dar. Zu deren Lösung wählt man eine bestimmte Darstellung der Wellenfunktion. Eine Einteilchenwellenfunktion lässt sich z. B. durch Entwicklung in eine Basis {\displaystyle \{|\phi _{k}\rangle \}} der Größe {\displaystyle N_{b}} auf einem Einteilchen-Hilbertraum {\displaystyle {\mathcal {H}}} darstellen:
{\displaystyle |\Psi \rangle =\sum _{k}c_{k}\,|\phi _{k}\rangle }
{\displaystyle N}-Teilchenwellenfunktionen sind Elemente des Tensorproduktraums {\displaystyle {\mathcal {H}}_{N}={\mathcal {H}}\otimes {\mathcal {H}}\otimes \cdots \otimes {\mathcal {H}}}, der sich aus den jeweiligen Einteilchen-Hilberträumen zusammensetzt. Eine Basis von {\displaystyle {\mathcal {H}}_{N}} ist durch alle möglichen Produkte der Einteilchenbasis gegeben, sodass die Wellenfunktion wie folgt entwickelt werden kann:
{\displaystyle |\Psi \rangle =\sum _{k_{1}\cdots k_{N}}c_{k_{1}\cdots k_{N}}\,|\phi _{k_{1}}\cdots \phi _{k_{N}}\rangle }
Dabei werden die Basisvektoren
{\displaystyle |\phi _{k_{1}}\cdots \phi _{k_{N}}\rangle \ =\ |\phi _{k_{1}}\rangle \cdots |\phi _{k_{N}}\rangle }
als Hartree-Produkte bezeichnet.
Aufgrund des Pauliprinzips muss die elektronische Wellenfunktion antisymmetrisch gegenüber Vertauschung zweier Teilchenkoordinaten sein, d. h. {\displaystyle |\Psi \rangle } lebt nur in dem Unterraum {\displaystyle {\mathcal {H}}_{N}^{-}} der antisymmetrischen Funktionen. Die Hartree-Produkte erfüllen diese Forderung nicht, weswegen auch die Wellenfunktion nicht antisymmetrisch sein muss. Um die Antisymmetrisierung zu gewährleisten, kann man die Wellenfunktion auf {\displaystyle {\mathcal {H}}_{N}^{-}} projizieren. Weitaus häufiger jedoch projiziert man bereits vorher die Basisvektoren auf {\displaystyle {\mathcal {H}}_{N}^{-}}, wodurch man aus den {\displaystyle N_{b}^{\,N}} Hartree-Produkten {\displaystyle {\binom {2N_{b}}{N}}} Slater-Determinanten erhält,
{\displaystyle |\phi _{k_{1}}\cdots \phi _{k_{N}}\rangle ={\frac {1}{\sqrt {N!}}}\,\sum _{\sigma \in {\mathcal {S}}_{N}}{\text{sign}}(\sigma )|\phi _{\sigma (k_{1})}\rangle \cdots |\phi _{\sigma (k_{N})}\rangle }
wobei die Summe über alle möglichen Permutationen geht. Durch die Slater-Determinanten erhält man eine geeignete Basis zur Entwicklung der Wellenfunktion,
{\displaystyle |\Psi \rangle =\sum _{k_{1}<k_{2}<\cdots <k_{N}}c_{k_{1}\cdots k_{N}}\,|\phi _{k_{1}}\cdots \phi _{k_{N}}\rangle }
Slater-Determinanten sind Eigenfunktionen des projizierten Spins {\displaystyle {\hat {S}}_{z}}, jedoch im Allgemeinen keine Eigenfunktionen des Gesamtspins {\displaystyle {\hat {S}}^{2}}. In der Praxis wählt man deshalb häufig auch Configuration State Functions (CSF) als Basisfunktionen. Eine CSF lässt sich als eine Linearkombinationen von einigen wenigen Slater-Determinanten angeben. Ihr Vorteil liegt darin, dass die Wellenfunktion automatisch Eigenfunktion des Spins ist, und dass man weniger CSFs als Determinanten zur Entwicklung braucht. Es sollte jedoch erwähnt werden, dass die zurzeit erfolgreichsten CI Codes mit Slater-Determinanten arbeiten.
Als Orbitalbasis werden üblicherweise die Orbitale einer optimierten Hartree-Fock-Wellenfunktion gewählt.

## Full Configuration Interaction
Die Configuration Interaction Methode erhält man nun sehr einfach. Man setzt die Entwicklung der Wellenfunktion in die Schrödingergleichung ein,
{\displaystyle \sum _{k_{1}<\cdots <k_{N}}{\hat {H}}c_{k_{1}\cdots k_{N}}|\phi _{k_{1}}\cdots \phi _{k_{N}}\rangle =E\sum _{k_{1}<\cdots <k_{N}}c_{k_{1}\cdots k_{N}}|\phi _{k_{1}}\cdots \phi _{k_{N}}\rangle }
und multipliziert sie mit  {\displaystyle \langle \phi _{j_{1}}\cdots \phi _{j_{N}}|}. Wegen der Orthonormalität der Slater-Determinante (folgt aus der orthonormalen Einteilchenbasis) erhält man
{\displaystyle \sum _{k_{1}<\cdots <k_{N}}c_{k_{1}\cdots k_{N}}\langle \phi _{j_{1}}\cdots \phi _{j_{N}}|{\hat {H}}|\phi _{k_{1}}\cdots \phi _{k_{N}}\rangle =Ec_{j_{1}\cdots j_{N}}}
und damit ein Matrix-Eigenwertproblem,
{\displaystyle \mathbf {H} \mathbf {c} =E\mathbf {c} }
Die Vielteilchen-Wellenfunktion wird dabei in eine Basis aus Slater-Determinanten entwickelt, wodurch die Schrödinger-Gleichung auf ein Matrix-Eigenwertproblem reduziert wird. Die (teilweise) Diagonalisierung dieser Matrix liefert dann die Eigenzustände des quantenmechanischen Systems.
In der Quantenchemie ist der Hamiltonian häufig gegeben durch
{\displaystyle {\hat {H}}=\sum _{pq}h_{pq}\sum _{\sigma }{\hat {a}}_{p\sigma }^{\dagger }{\hat {a}}_{q\sigma }+{\frac {1}{2}}\sum _{pqrs}g_{pqrs}\sum _{\sigma \tau }{\hat {a}}_{p\sigma }^{\dagger }{\hat {a}}_{r\tau }^{\dagger }{\hat {a}}_{s\tau }{\hat {a}}_{q\sigma }\,,}
d. h. als Summe aus Einteilchentermen (kinetische + potentielle Energie) sowie der Zweiteilchen-Coulomb-Wechselwirkung. {\displaystyle \sigma } und {\displaystyle \tau } bezeichnen die Spinvariablen.
Um das Eigenwertproblem zu bestimmen, müssen Matrixelemente der Form
{\displaystyle \langle \phi _{j_{1}}\cdots \phi _{j_{N}}|{\hat {H}}|\phi _{k_{1}}\cdots \phi _{k_{N}}\rangle }
berechnet werden. Die Auswertung dieser Matrixelemente geschieht mit den Slater-Condon-Regeln.

## Eigenschaften
Die Methode ist im Prinzip exakt, die einzige Näherung besteht in der Wahl einer endlich großen Einteilchenbasis. Dadurch ist die Wellenfunktion keine Eigenfunktion des Hamilton-Operators. Eine große Einschränkung ist allerdings durch die Skalierung der Hamiltonmatrix gegeben. Für eine gewählte Anzahl an Teilchen {\displaystyle N} und Anzahl an Basisfunktionen {\displaystyle N_{b}} hat die Matrix die Dimension {\displaystyle {\binom {2N_{b}}{N}}}. Durch Ausnutzung von Symmetrien, z. B. {\displaystyle [{\hat {H}},{\hat {S}}_{z}]=[{\hat {H}},{\hat {S}}^{2}]=\dots =0} kann diese Zahl zwar reduziert werden, die exponentielle Skalierung bleibt aber bestehen.
In der Praxis verwendet man deswegen iterative Methoden zur Lösung des Eigenwertproblems (z. B. Arpack), oder andere Minimierungsmethoden (z. B. Formen des Newton-Verfahrens), mit denen man nur einige wenige Eigenfunktionen erhält, typischerweise den Grundzustand.
In vielen Fällen wird dabei die Hamiltonmatrix nicht explizit gebildet, sondern nur ihre Wirkung auf den Koeffizientenvektor berechnet, eine Variante, die man „Direct CI“ nennt.
Aufgrund der exponentiellen Skalierung wird die CI-Entwicklung in der Praxis meist an einer bestimmten stelle abgebrochen. Die Determinanten bzw. CSFs werden dabei danach klassifiziert, durch wie viele "Anregungen" (formal Anwendung von Leiteroperatoren) sie sich aus der Referenzdeterminante generieren lassen. So bezeichnet CIS eine CI-Entwicklung, die nach den "Singles", also den Einfachanregungen abgebrochen wird, während CISD auch die "doubles" enthält. CIS stellt oft eine einfache Näherung zur Beschreibung der ersten angeregten Zustände von Molekülen dar, liefert aber (bei Verwendung konvergierter Hartree-Fock-Orbitale) keine verbesserte Beschreibung des Grundzustandes, da die entsprechenden Matrixelemente aufgrund des Brillouin Theorems gleich null sind. Im CIS-Formalismus lässt sich die Anregungsenergie wie folgt angeben:
{\displaystyle \omega _{CIS}=\sum _{ia}(c_{i}^{a})(\epsilon _{a}-\epsilon _{i})+\sum _{ia,jb}c_{i}^{a}c_{j}^{b}(ia||jb)}
Dabei sind i,j besetzte und a,b unbesetzte Orbitale. Unter der Annahme, dass eine Konfiguration dominant ist, ergibt sich die Anregungsenergie als Summe aus der entsprechenden Orbitaldifferenz und den Zwei-Elektronen-Integralen, welche die (durch die Anregung) veränderte Elektronen-Elektronen-Wechselwirkung (teilweise) berücksichtigen.
Full-CI ist größenkonsistent (size consistent), d. h. die Energie zweier Untersysteme ist immer gleich der Energie des Gesamtsystems. Wird die CI-Entwicklung hingegen vorher abgebrochen, ist die CI-Methode (abgesehen von CIS) nicht größenkonsistent.

## Einbettung in die Quantenchemie
Verwandte Methoden sind:
- Coupled Cluster (CC),
- Self-Consistent-Field-Methode (SCF),
- Møller-Plesset-Störungsrechnung (MP) sowie
- Multiconfiguration Self-Consistent-Field Algorithmen (MCSCF).